# Paul Haupt (Verleger)
Paul Haupt (* 13. November 1889 in Oftringen; † 20. August 1978 in Bern; heimatberechtigt in Regensberg) war ein Schweizer Verleger und Politiker (FDP).

## Leben
Haupt begann 1906 in Bern als Laufbursche in der von Max Drechsel gegründeten «Akademischen Buchhandlung für Medizin und Naturwissenschaft», wurde dort Lehrling und später Mitarbeiter. Nach einer Buchhandelslehre und während seines Studiums an der Universität Bern übernahm er 1918 nach dem Tod von Drechsel die Buchhandlung und stieg ins Verlagsgeschäft ein. Seine Bekanntschaft mit Albert Schweitzer hatte zur Folge, dass er dessen Bücher herausbringen konnte. Mit den Freizeitbüchern für die Jugend und den Berner Heimatbüchern wurde der Verlag Paul Haupt «zu einem Begriff im Bereich der Bernensia und der populären Volkskunde». Sein Sohn Max Haupt baute das Unternehmen nach 1945 aus, das heute von Enkel Matthias Haupt und einem Team geleitet wird. Anlässlich ihres 75-jährigen Bestehens stiftete 1981 die Paul Haupt AG den «Paul Haupt-Preis».

## Politik
Von 1942 bis 1958 gehörte Paul Haupt als Mitglied der FDP dem Berner Stadtrat (Stadtparlament) und von 1946 bis 1958 dem Grossen Rat des Kantons Bern an. Paul Haupt wurde 1959 zum Ehrenbürger seiner Heimatgemeinde und 1969 Ehrensenator der Universität Bern ernannt.